# Пронівська вулиця
Про́нівська ву́лиця — вулиця в Солом'янському районі Києва, місцевість Пронівщина, Совки. Пролягає вздовж Совського кладовища до господарства «Совки».

## Історія
Виникла у 2000-ні роки як Радгосп "Совки" , назва вперше зафіксована у довіднику «Вулиці Києва» 2015 року. Жодних офіційних рішень про найменування вулиці немає. 
Сучасна назва, що походить від місцевості Пронівщина — з 2022 року.